# われらの主役
『映画監督競作シリーズ われらの主役』（えいがかんとくきょうさくシリーズ われらのしゅやく）は、1976年9月6日から1977年6月27日まで東京12チャンネル（現・テレビ東京）で放送されていたドキュメンタリー番組である。全43回。放送時間は毎週月曜 22:30 - 23:00 （日本標準時）。
当時の日本映画界で活躍していた映画監督たちに人間ドキュメント映像を作成してもらい、それらを競作と称して放送していた番組。

## 出演者
- 萩本欽一×吉田喜重 - 第1回。
- 手塚治虫×西河克己
- 王貞治×熊井啓
- 加山雄三×谷口千吉
- 野村克也×須川栄三
- 酒井圭一×沢島忠
- 吉永小百合×野坂昭如
- 石坂浩二×市川崑 - 最終回。
- ほか